# Thou
Thou(/ðaʊ/)는 영어의 2인칭 대명사로, 17세기 이후 존칭인 you에 밀려 현재는 거의 고어가 되었다. 소유격은 thy, 목적격은 thee, 소유대명사는 thine, 재귀대명사는 thyself이다.